# Erquières
Erquières is een dorp in de Franse gemeente Vacqueriette-Erquières in het departement Pas-de-Calais. Het centrum van Erquières ligt minder dan een kilometer ten zuiden van dat van Vacqueriette.

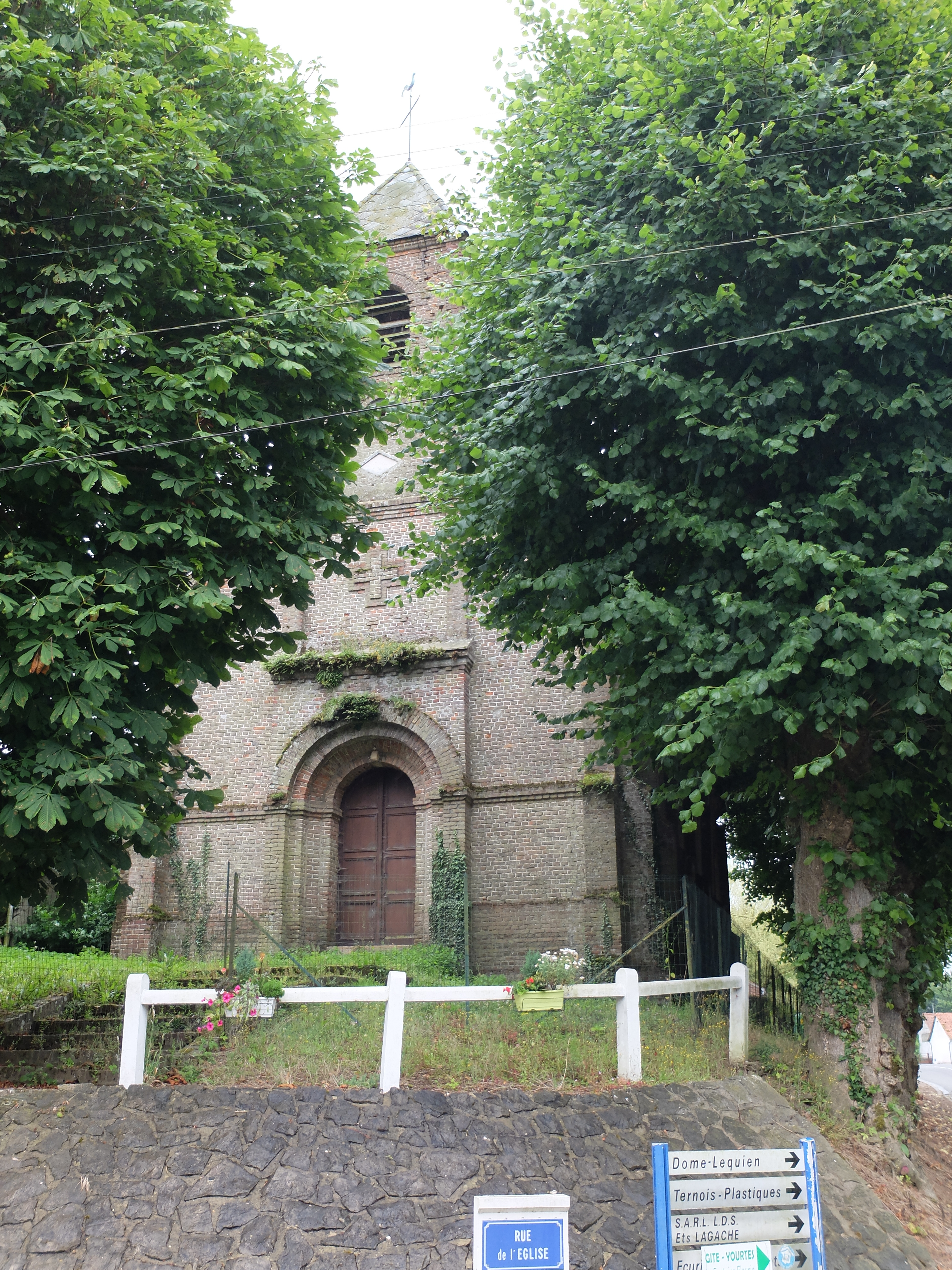
Église Saint-Firmin

## Geschiedenis
De plaats werd in de 12de eeuw vermeld als Esquieres.
Op het eind van het ancien régime werd Erquières een gemeente. In 1972 werd de gemeente aangehecht bij de gemeente Vacqueriette, die werd hernoemd in Vacqueriette-Erquières. Erquières verhuisde toen van het kanton Auxi-le-Château naar het kanton Le Parcq. Alhoewel werd in maart 2015 het hele kanton Le Parcq opgeheven, waardoor het dorp nu toch weer bij het kanton Auxi-le-Château hoort.

## Bezienswaardigheden
- De Église Saint-Firmin uit 1852